# Massif des Monédières
Le massif des Monédières est un ensemble granitique qui fait partie du Massif central et qui est compris dans le département de la Corrèze.
Il se situe au sud-ouest du plateau de Millevaches.
Une grande partie du massif des Monédières est classée en zone Natura 2000. Son plus haut sommet est le puy de la Monédière qui culmine à 922 mètres et a donné son nom au massif.

## Toponymie
Le nom Monédières signifierait « monts du jour », étymologie que Pierre Monteil conteste.
Il est appelé Las Monedieras en occitan. C'est un ensemble de petites montagnes caractéristiques du Massif central, dont les sommets arrondis portent différentes appellations : puy, puech, suc.

## Géographie

### Situation

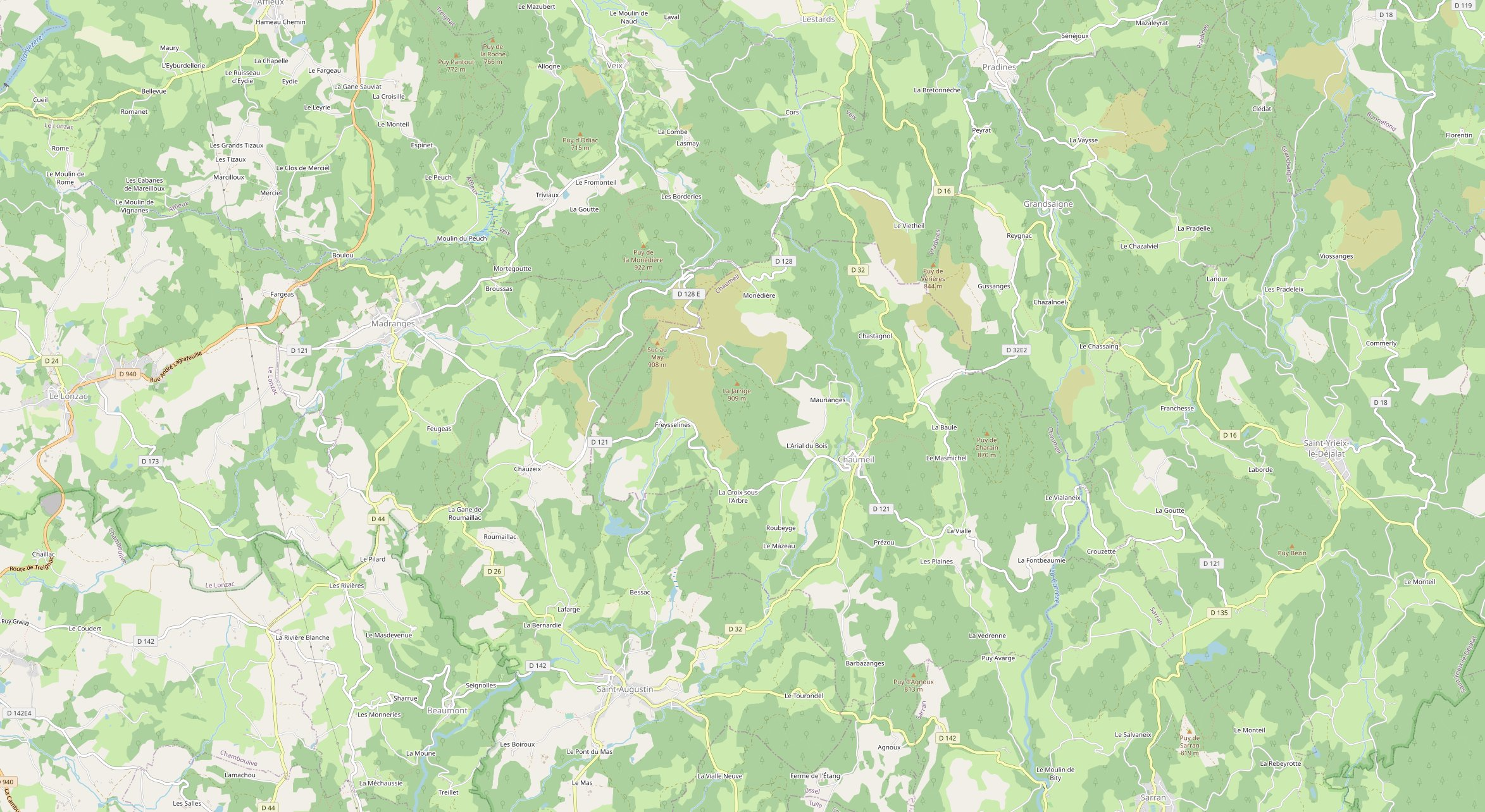
Carte administrative centrée sur le massif.

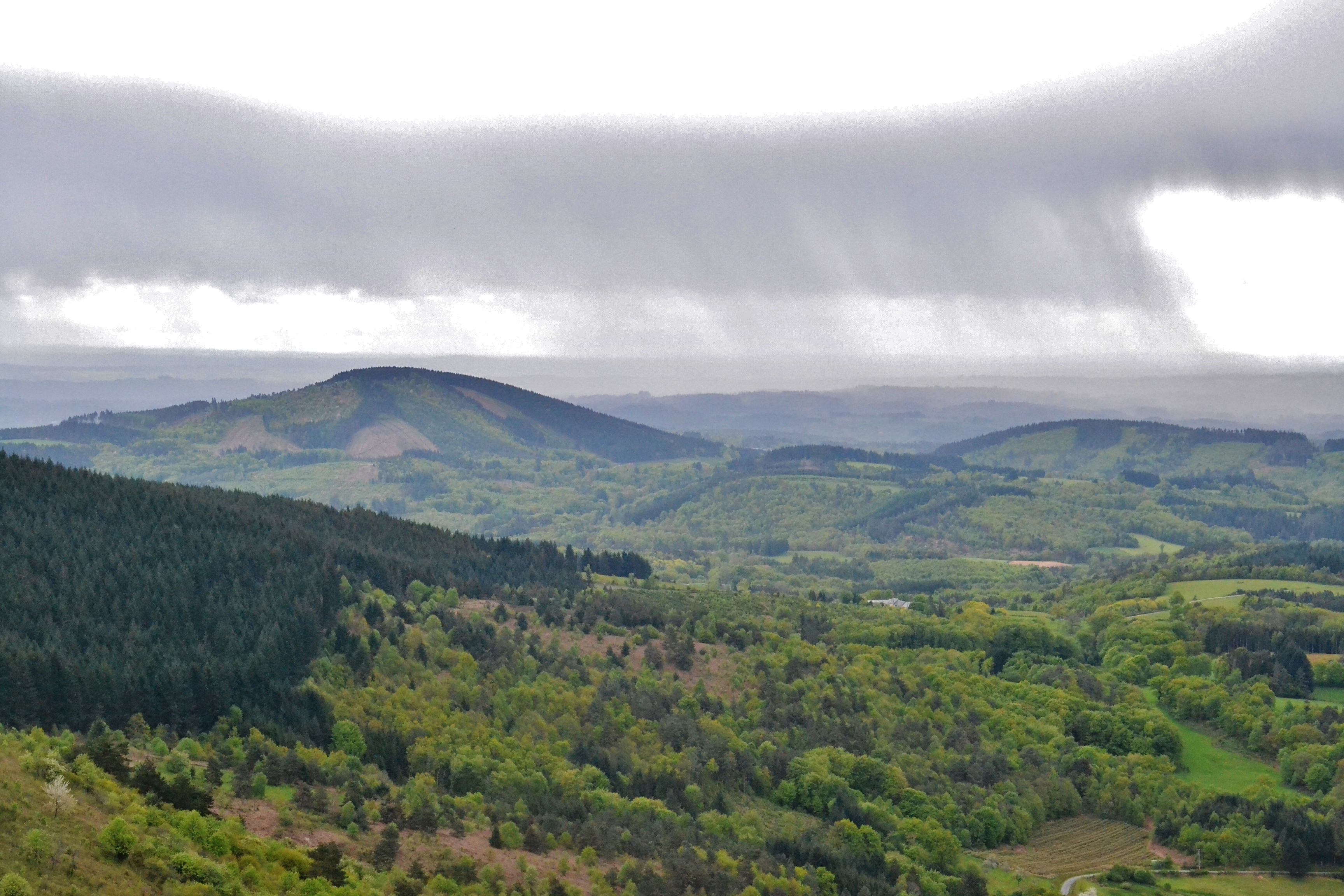
Vue du sud du massif.

Dominant de plus de 500 mètres la partie corrézienne du plateau limousin, les Monédières constituent un des reliefs les plus marqués des monts du Limousin, présentant un contraste imposant par sa soudaineté, offrant une vue de plusieurs dizaines de kilomètres en direction de l'ouest. Cette rupture est renforcée et causée par les différences géologiques entre le massif (granitique) et le plateau (gneiss).
La configuration en cirque (Freysselines et Veix), avec des reliefs très abrupts, constitue un paysage rare en Limousin. La faille de Pradines à l'est et la faille de Treignac à l'ouest sont des frontières naturelles qui peuvent servir à délimiter plus précisément le massif.

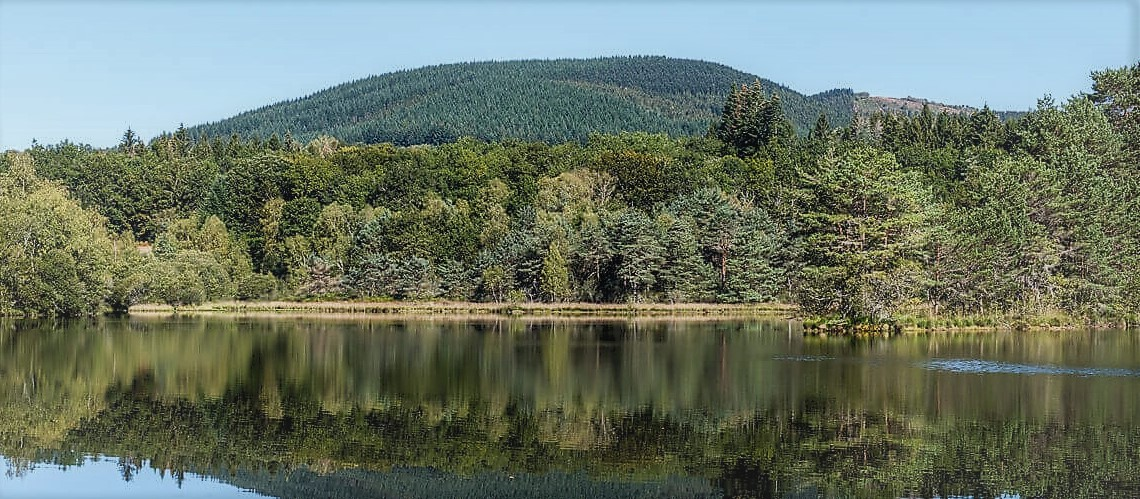
Suc au May depuis l'étang de Ganezande à Chaumeil.

Chaumeil, nichée au pied du suc au May (sommet le plus accessible et le plus populaire des Monédières grâce à son panorama à 360° sur le plateau de Millevaches, sur les puys des monts du Cantal et le puy de Sancy) est géographiquement située au centre du massif. La Maison de Pays des Monédières est un espace au sein de la commune qui renferme une salle d'expositions et un musée.
Même si le puy de la Monédière est le point culminant, c'est le plus souvent le suc au May, 908 mètres d'altitude, qui figure sur les cartes routières et touristiques. Il offre un panorama largement ouvert sur les lointains, en surplomb abrupt au-dessus du cirque de Freysselines. Le dénivelé est très perceptible et l'impression d'altitude très forte.
Le puy de Sarran culmine à 819 mètres d'altitude. Le sommet est connu pour son triple calvaire, sa table d'orientation récente et le panorama ouvert sur la Corrèze, le puy Mary et le puy de Sancy.
D'une superficie totale d'environ 67 km2, le massif des Monédières se partage entre les communes de :
- Treignac, Affieux, Veix et Lestards au nord ;
- Pradines, Grandsaigne, Bonnefond et Saint-Yrieix-le-Déjalat à l'est ;
- Chaumeil, Saint-Augustin et Sarran au sud ;
- Madranges, Le Lonzac et Saint-Salvadour à l'ouest.

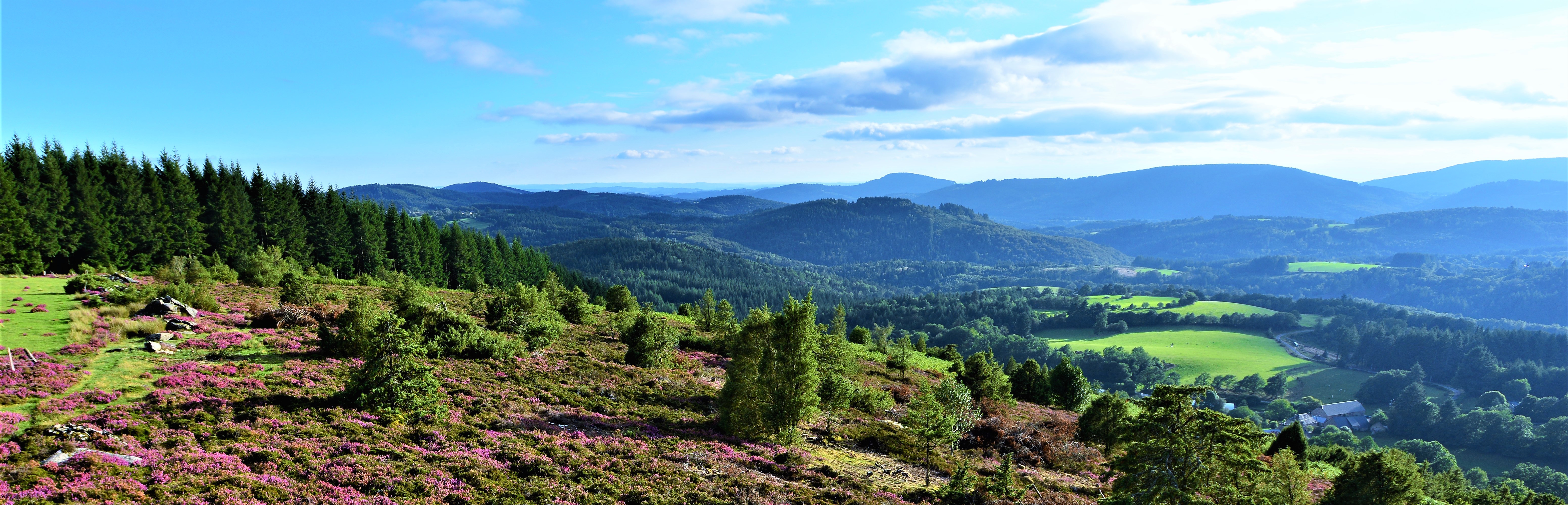
Panorama sur les Monédières depuis le plateau de Millevaches.

Les Monédières sont séparées du plateau limousin, à l'ouest, par les cours de la Vimbelle et de la Madrange, et du plateau de Millevaches, à l'est, par la Corrèze et la Corrèze de Pradines. Le cirque de Freysselines au sud, et le cirque de Veix au nord, taillés dans la roche granitique, offrent des panoramas en forme de gorge et sont des endroits où la lande est omniprésente, parmi laquelle on trouve des bruyères, des fougères, des genêts, des myrtilliers et des framboisiers.
Les différentes lignes de crêtes sont marquées par le col de Lestards (856 m), le col des Géants (824 m), le col du Bos (815 m), le col du Loup (847 m), le col de la Blanche (902 m) et le suc au May (908 m).

### Principaux sommets
L'ensemble du massif des Monédières est constitué de 33 puys ou puechs. Ses sommets arrondis dominent les vallées alentour de plus de 500 mètres et s'intègrent dans un ensemble appelé Montagne limousine. Les plus hauts puys des Monédières sont :
- le puy de la Monédière, point culminant à 922 mètres
- le puy de la Jarrige, 909 mètres
- le suc au May, 908 mètres,

d'où l'on peut découvrir l'ensemble du parc naturel régional des Volcans d'Auvergne (chaîne des Puys, monts Dore, Cézallier, monts du Cantal) et le reste du parc naturel régional de Millevaches en Limousin (mont Gargan, mont Bessou) et où est implantée une table d'orientation depuis 1935.
- le puy Messou, 907 mètres
- le puy de Chauzeix, 893 mètres
- le puy du Bos, 891 mètres
- le puy Mougeau, 889 mètres
- le puy Lafajole, 876 mètres
- le puy Charrin, 869 mètres
- le peuch Géant, 856 mètres
- le puy Masmonteil, 844 mètres
- le puy de Gussange, 838 mètres
- le puy Galingard, 827 mètres
- le puy de Sarran, 819 mètres
- le puy d'Agnoux, 811 mètres
- le puy d'Entraygues, 811 mètres
- le puy Baladour, 789 mètres
- le puy Pantout, 770 mètres
- le puy de la Roche, 768 mètres
- le puy Blanc, 755 mètres
- le puy Tilleul, 734 mètres
- le puy Lachaud, 717 mètres
- le puy d'Orliac, 705 mètres.

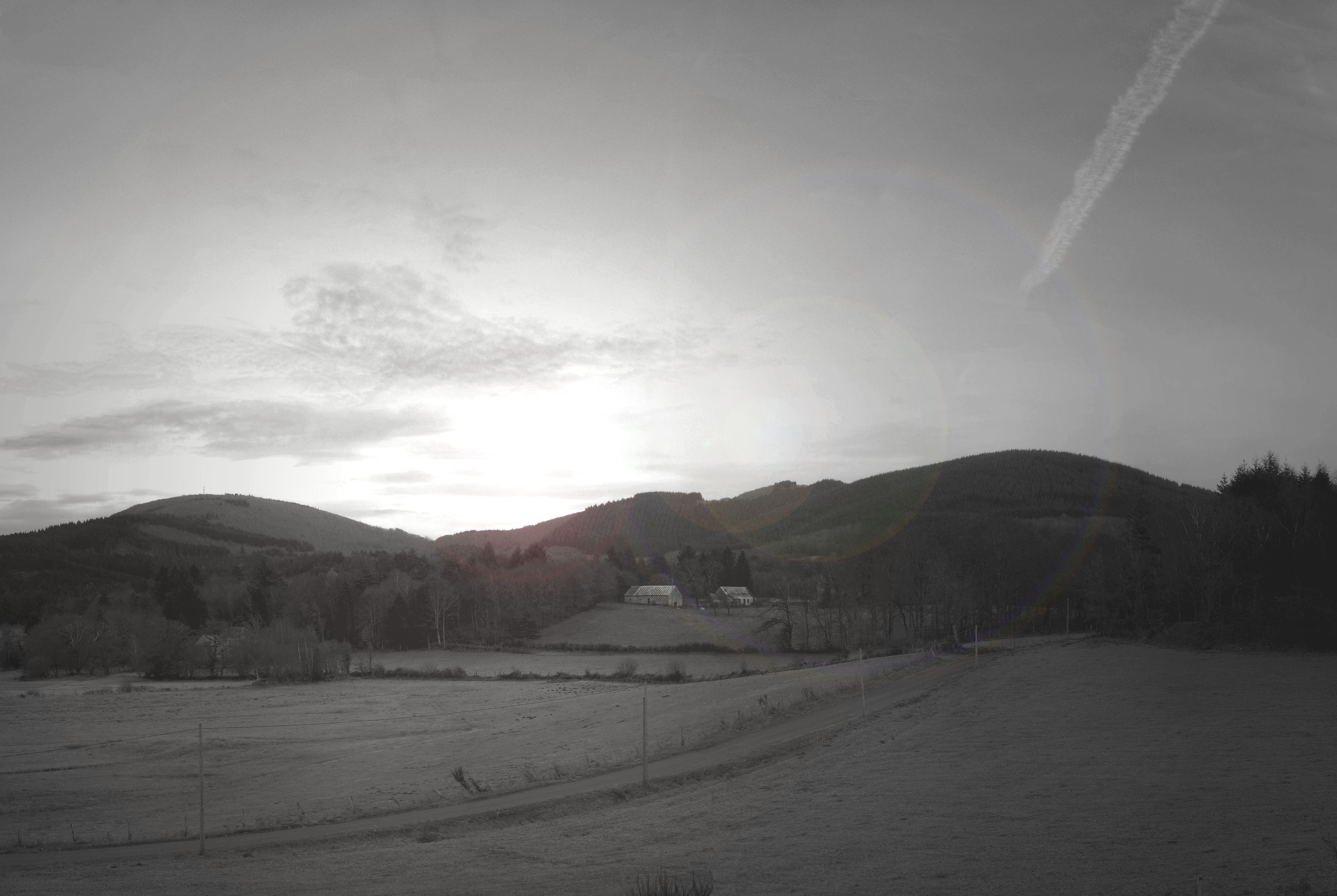
Paysage des Monédières.
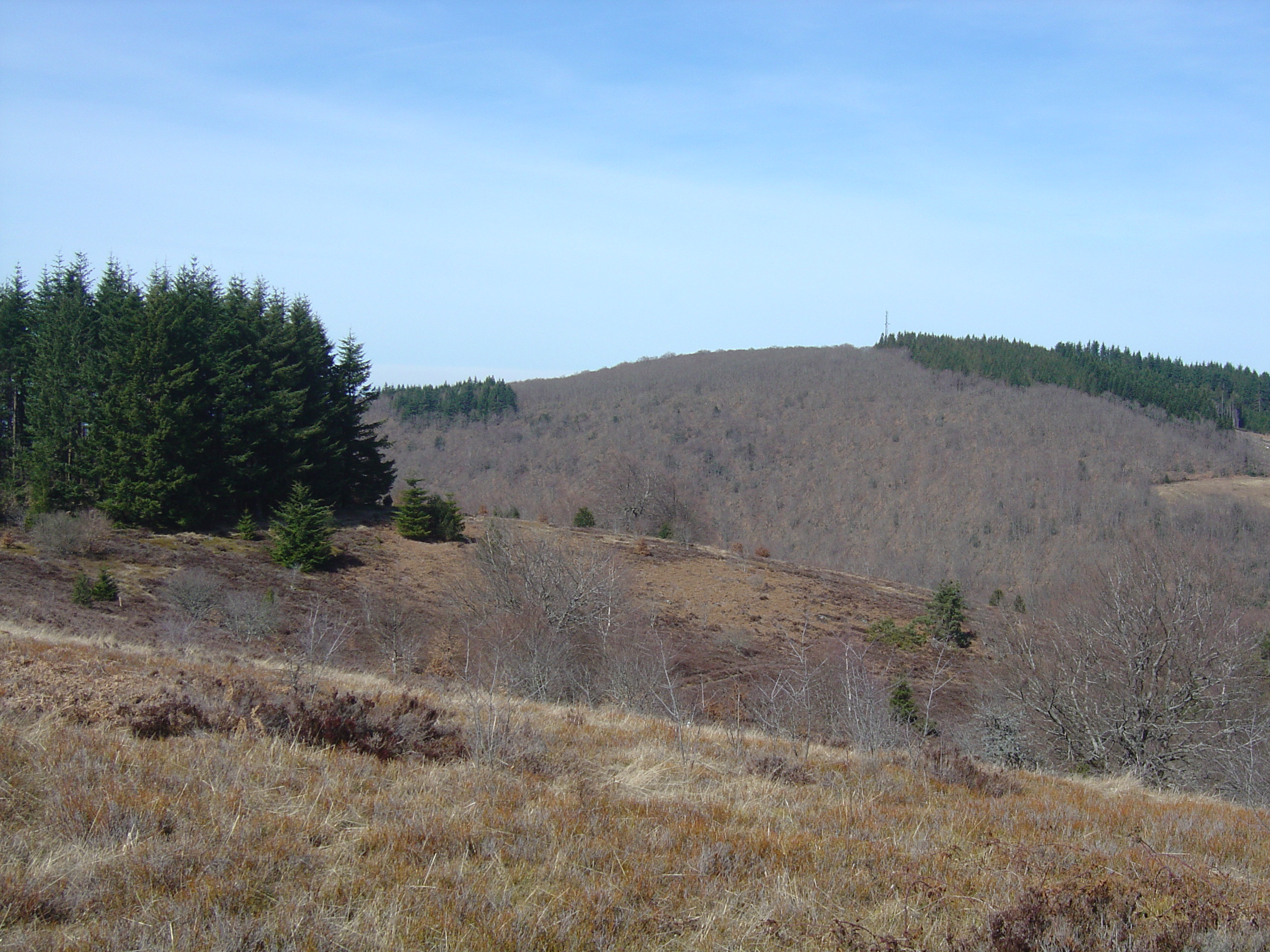
Le puy de la Monédière, point culminant du massif.
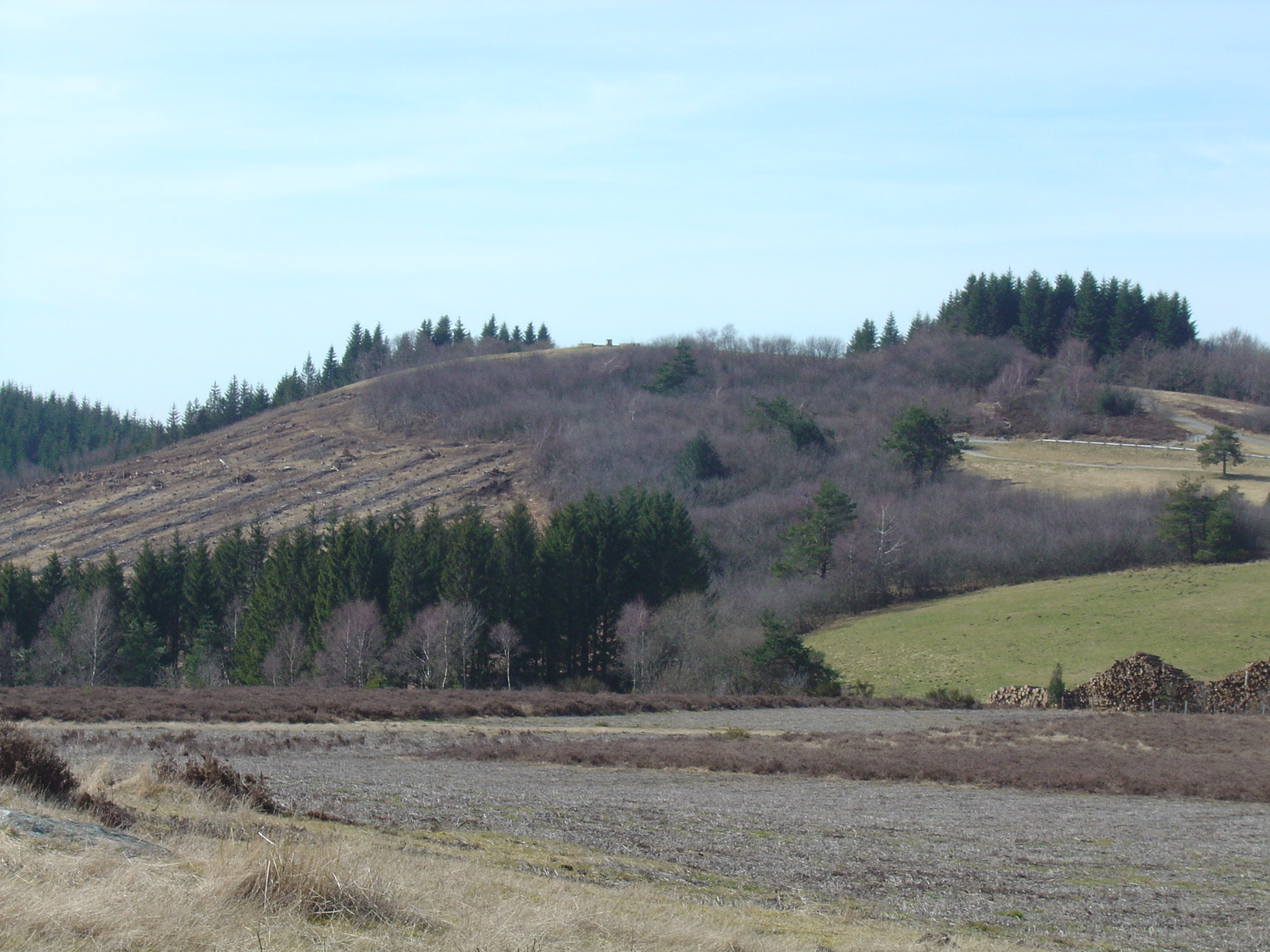
Le suc au May.
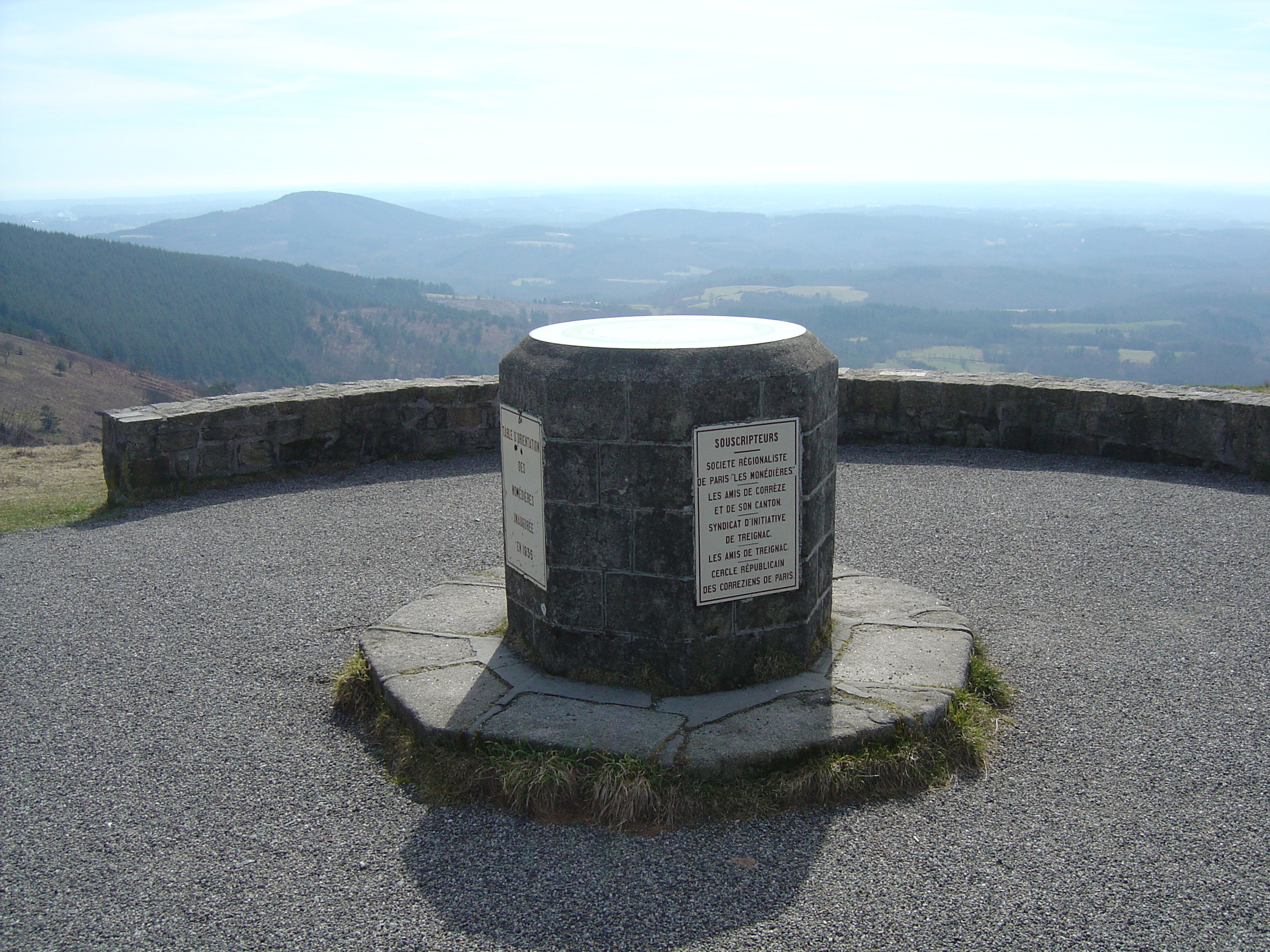
Table d'orientation du suc au May.

### Hydrographie
Le réseau hydrographique présent sur le massif des Monédières y est dense. Quatre rivières et une dizaine de ruisseaux sillonnent le territoire, favorisés par des précipitations qui s'abattent sur un substrat granitique imperméable. La majorité de ces ruisseaux alimentent de nombreux étangs. La plupart des rivières partagent le point commun de connaître une portion amont de leur cours qui se constitue sur le plateau de Millevaches. Les pentes faibles permettent une restitution lente des eaux après avoir transité par les diaclases et tourbières. Elles traversent par la suite les Monédières en accélérant considérablement leurs cours à la faveur des accidents géologiques qui parsèment le massif.

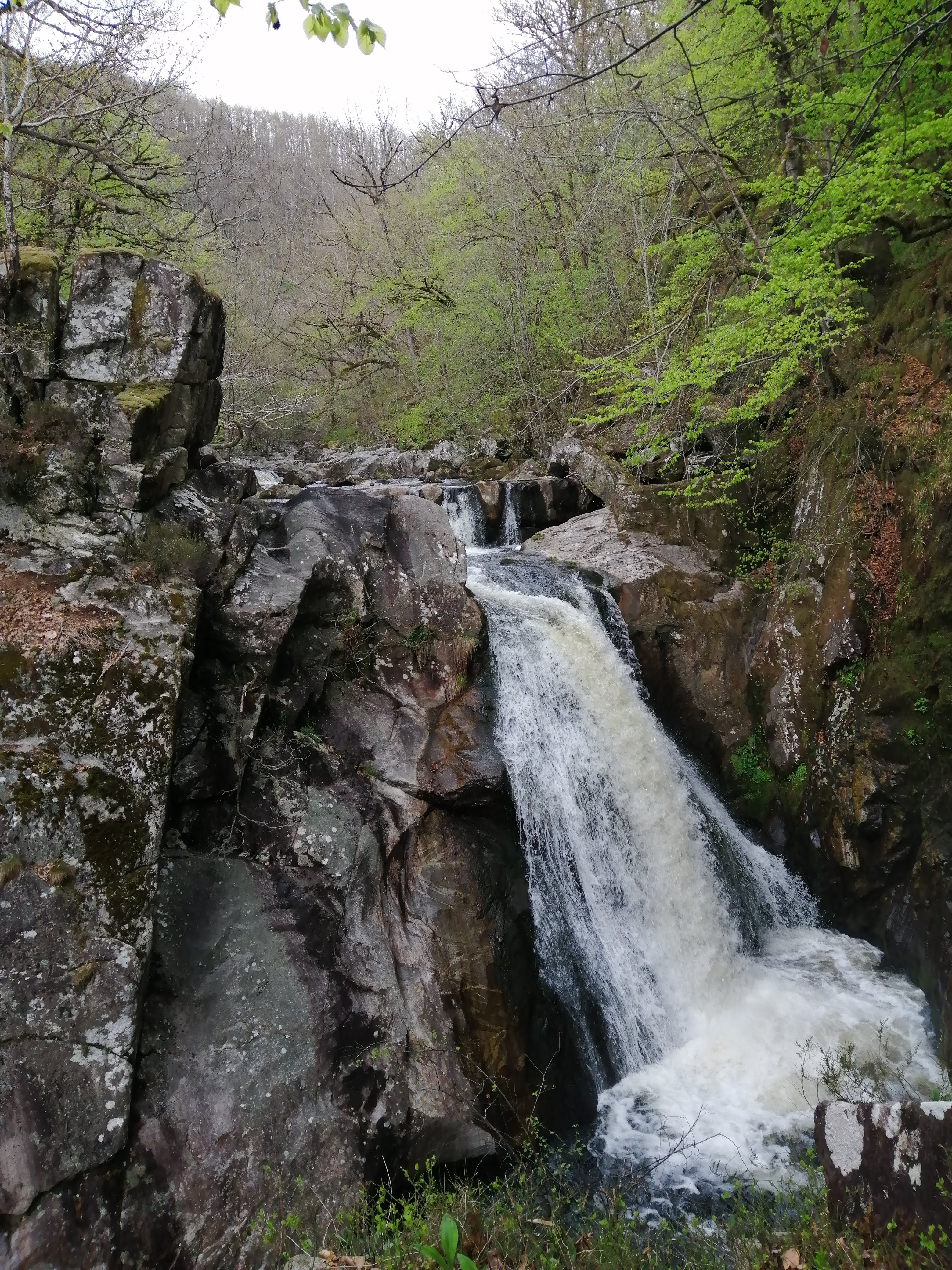
Cascade de la Virole (ou saut de la Virole), sur la commune de Lestards. La Vézère se fraye un chemin entre les blocs de granite du massif.

La rivière principale est la Vézère, affluent de la Dordogne. Poissonneuse, avec une forte présence de la truite, la Vézère coule au nord du massif et constitue une remarquable voie touristique. Elle prend sa source sur la vaste tourbière de Longéroux, à 887 mètres d'altitude, sillonne le plateau de Millevaches, puis se fraye un chemin entre les blocs de granite du massif des Monédières ; c'est là, sur la commune de Lestards, à proximité du hameau de Coissac, qu'elle chute sur plusieurs mètres et forme la cascade de la Virole (ou saut de la Virole).
L'Alembre, au nord, est un ruisseau affluent de rive gauche de la Vézère ; l'Alembre prend d'abord naissance sous le nom de ruisseau Galingard, puis de ruisseau du Moulin. Toujours au nord, le ruisseau de la Cassière est un sous-affluent de la Vézère.
La Corrèze (qui donne son nom au département) affluent de rive gauche de la Vézère, et le ruisseau Corrèze de Pradines, affluent de rive droite de la Corrèze, coulent à l'est du massif. 
La Dadalouze, affluent de rive gauche de la Corrèze, est une rivière qui prend naissance sur le plateau de Millevaches et passe elle aussi à l'est du massif.
Les ruisseaux de Madrange et du Boulou, riches en truites, sont des affluents de rive gauche de la Vézère et coulent tous deux à l'ouest du massif. On trouve au sud, la rivière Vimbelle, affluent de rive droite de la Corrèze, le ruisseau de Ganezande, affluent de rive droite de la Vimbelle et la Douyge, affluent de rive gauche de la Vimbelle.

### Géologie
Les roches magmatiques sont dominantes sur le plateau de Millevaches et rencontrent les roches métamorphiques du massif des Monédières. Au cours de ces longues périodes d'érosion, principalement durant l'ère tertiaire et au début du Quaternaire, se sont dessinées les formes du relief actuel. Les saillies ont été émoussées avec plus ou moins d'efficacité selon la dureté de la roche en place. Si on compare les profils topographiques du plateau avec le massif, on s'aperçoit que les Monédières atteignent des altitudes similaires à celles du haut plateau de Millevaches. En revanche, les vallées séparant les sommets ont des pentes très peu prononcées sur le haut plateau alors qu'elles sont très larges et profondes dans les Monédières. Dans ce massif, la proximité de la faille d'Argentat et la présence interne des failles de Treignac et Pradines ont amplifié l'action des agents érosifs selon la dureté variable des granites en place.

### Climat

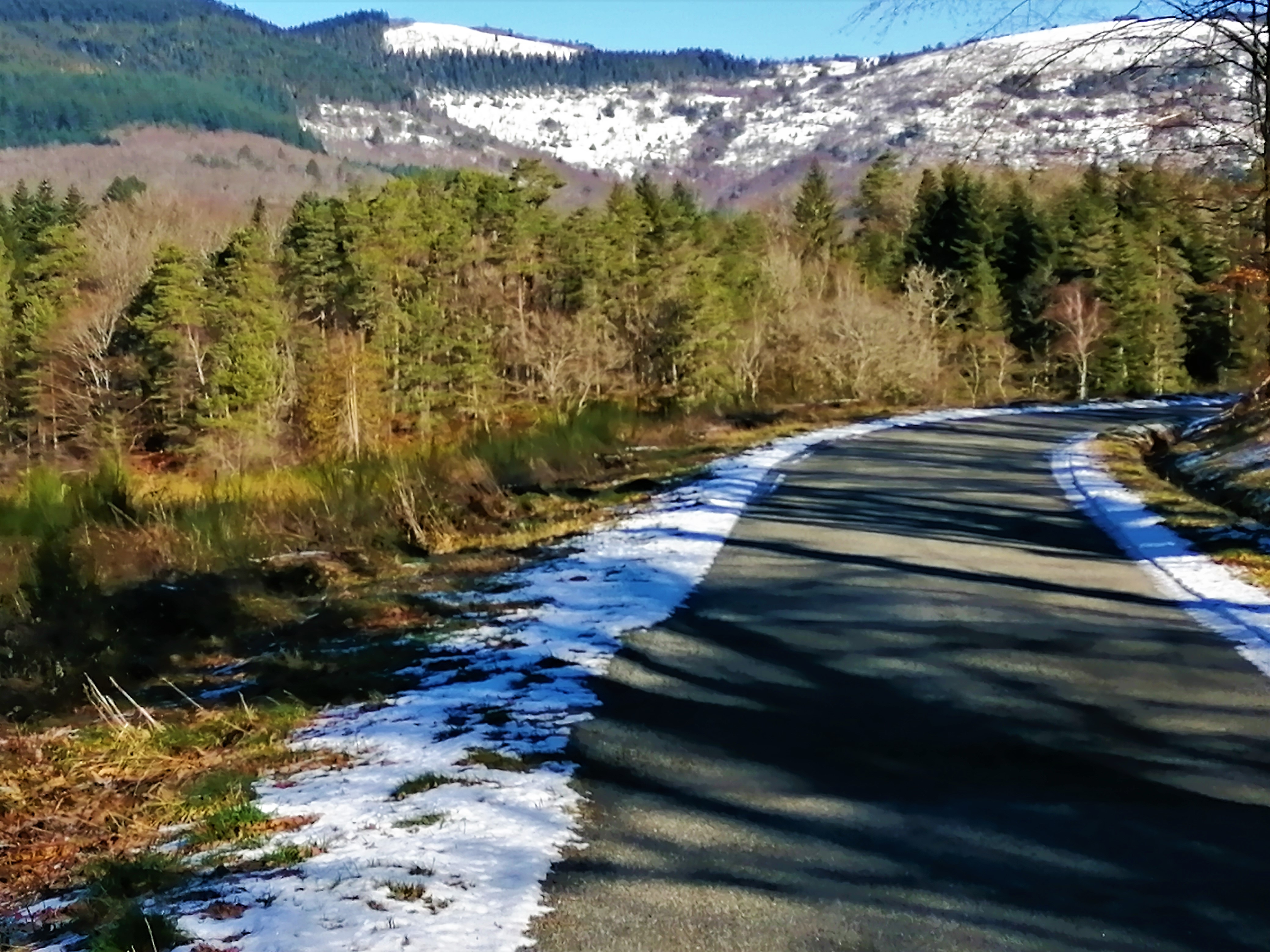
Cirque de Freysselines.

Bien que largement ouvert aux influences océaniques apportées par les vents d'ouest, le climat n'en demeure pas moins montagnard. Des précipitations abondantes sont essentiellement pourvues par les mois d'octobre à janvier. Des précipitations favorisées par l'obstacle naturel du suc au May qui domine le plateau s'étendant sur sa frange ouest. Les précipitations sont ainsi certainement favorisées par cet obstacle à la circulation du flux dominant de sud-ouest et par-là même, la nébulosité sur le sommet s’en voit accrue diminuant d’autant le réchauffement de l’air au niveau du sol.
Les versants bas du cirque de Freysselines, orientés au sud-est et protégés des vents dominants, présentent un bilan hydrique nettement inférieur. Ces impressions ont largement pu être vérifiées sur le terrain, avec des journées hivernales où le suc au May était verglacé et couvert de brouillard alors que dans le même temps, le village de Freysselines bénéficiait de températures positives et d’une visibilité dégagée sous le bas plafond nuageux.
Un pic printanier marqué fin avril, début mai, précède la relative sécheresse des mois d'été. La principale dégradation océanique est due aux variations d'altitude, qui confèrent localement des tonalités montagnardes au climat à partir de 700 mètres. Au-delà des 800 mètres l'enneigement est fréquent et rares sont les années qui ne voient pas un ou plusieurs épisodes neigeux s'abattre sur les Monédières.

### Flore et faune

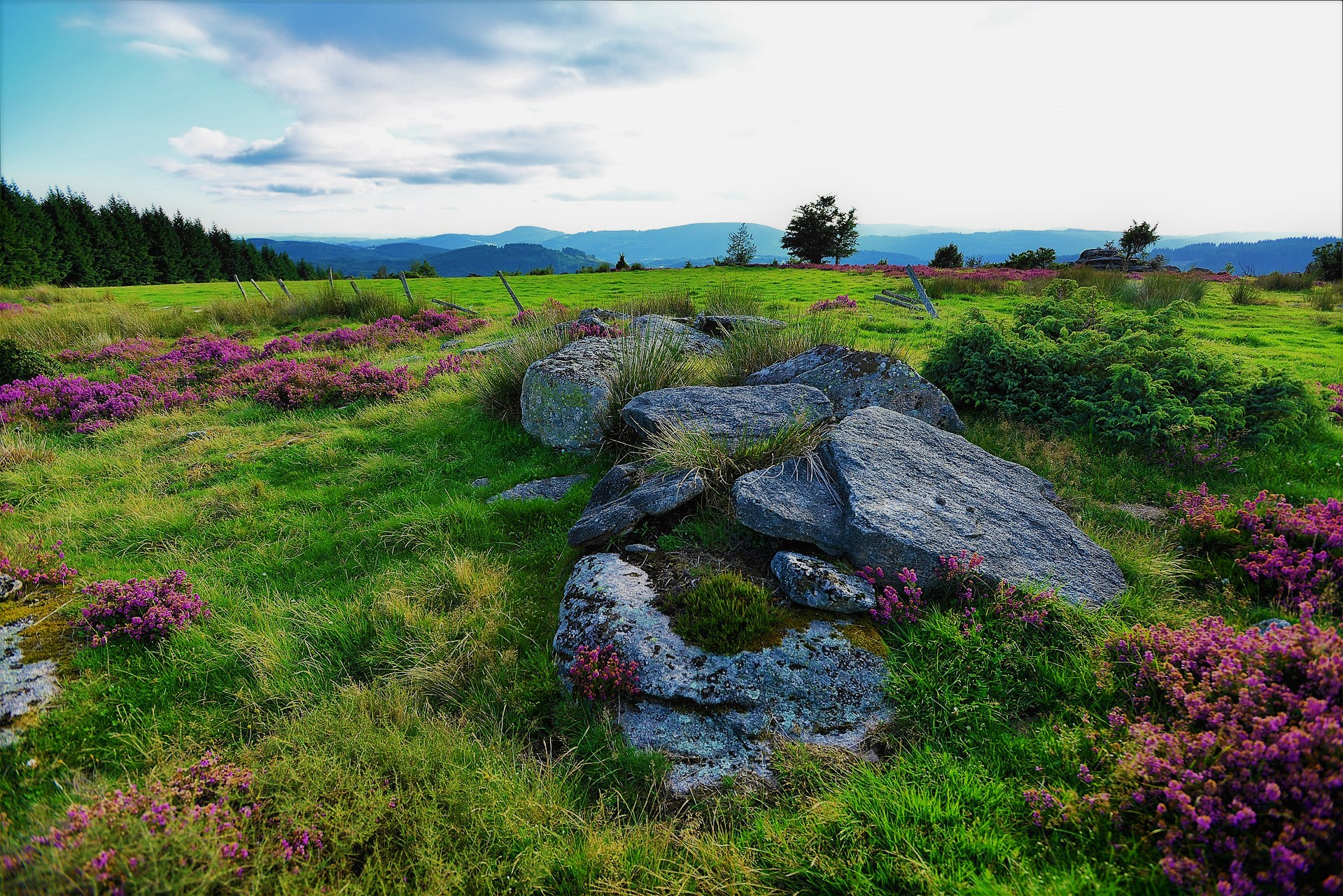
Panorama de bruyère sur les Monédières.

Les landes des Monédières sont parmi les plus riches du Limousin et de la région Nouvelle-Aquitaine. Elles sont caractérisées par la bruyère commune (qui devient mauve en été), l'ajonc nain (Ulex minor), la bourdaine, la bruyère cendrée, le millepertuis et le poirier sauvage (Pyrus pyraster). En altitude elles se teintent de nuances montagnardes avec la myrtille, l'arnica et la gentiane. Réparties sur l'ensemble des puys, les vastes forêts de conifères évoquent assez semblablement les paysages des ballons des Vosges. Des hêtraies se mêlent partout aux futaies de pins et renferment des arbres aussi remarquables que très âgés. L'économie pastorale tente à dynamiser les landes sur tout le massif. La flore au cœur de la tourbière du col des Géants est singulière et remarquable par sa spécificité, notamment grâce à la présence de plantes herbacées carnivores.
La faune est caractérisée par la présence dans le massif du circaète Jean-le-Blanc, de l'alouette lulu, de l'engoulevent d'Europe, du busard Saint-Martin, du lézard vert, du lézard des souches, du lézard vivipare, de la loutre d'Europe et de la barbastelle. Des troupeaux de moutons couvrent le massif afin de satisfaire l'économie pastorale. Le loup est officiellement de retour en Haute-Corrèze, comme le chamois, désormais établi sur le plateau de Millevaches et le massif des Monédières. Le lucane cerf-volant se trouve fréquemment au long d'un chemin sur les sommets des Monédières.

## Histoire

### Patrimoine

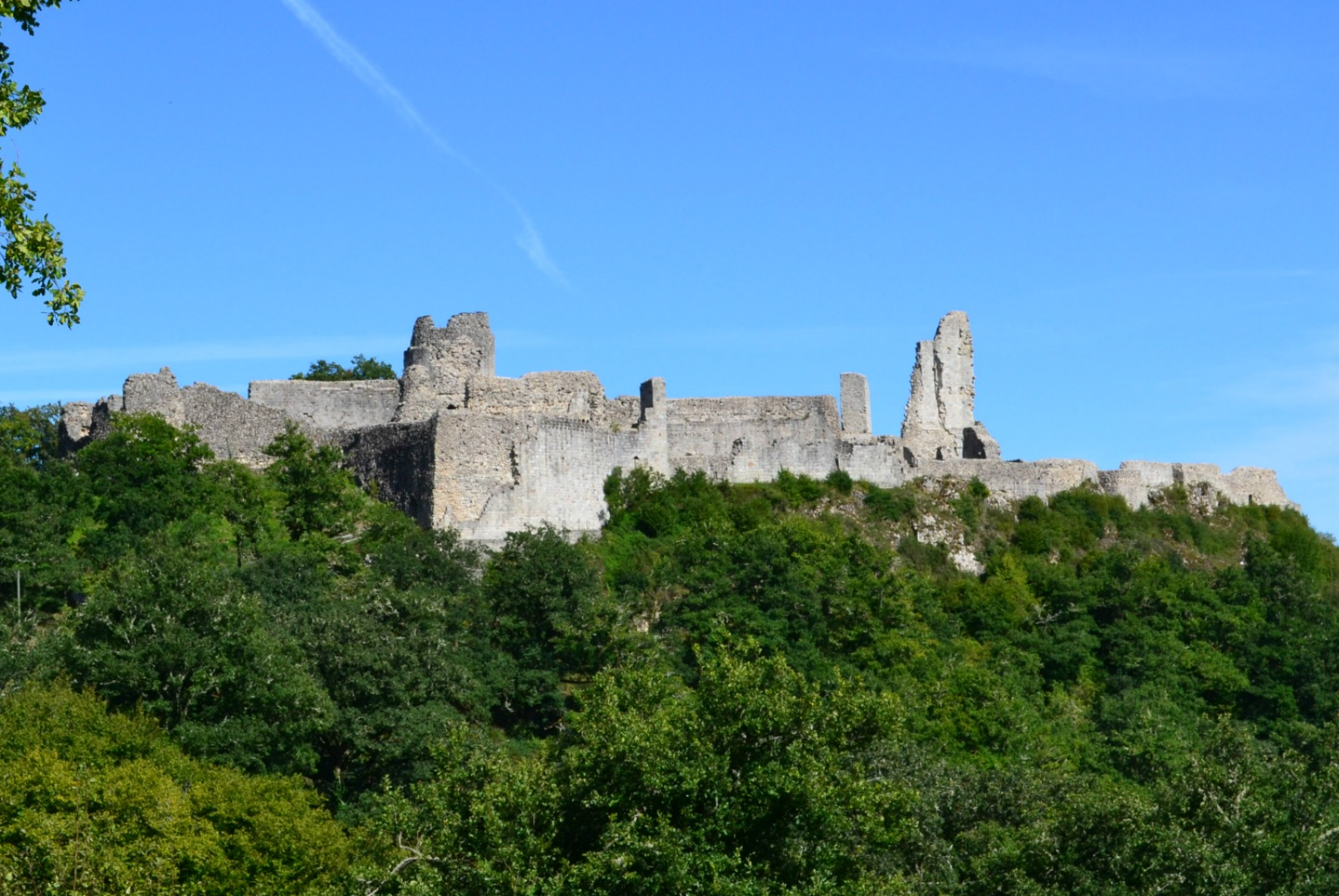
Château de Ventadour.

- Le site gallo-romain des Jaillants, avec deux sanctuaires, à proximité du col des Géants.
- L'église Saint-Martial de Lestards, unique en France : datant de la fin du XIIe, début XIIIe siècle, c'est la seule église[12] à être recouverte d'un toit de chaume[13].
- Les vestiges du château de Ventadour : perchées à 572 mètres d'altitude sur le territoire de Moustier-Ventadour, d'imposantes ruines d'un château féodal dominent la vallée de la Luzège, avec quelques similarités avec ceux du Pays cathare.

### Accidents
Le massif a subi trois incendies très importants : le premier a été déclenché par Jules César pour éliminer les puissants druides autochtones, le deuxième par les proconsuls (dans le même but) et le troisième a été commandité par Louis de Pompadour, le baron de Treignac, lors des guerres de Religion.[réf. nécessaire]

## Activités

### Cyclisme

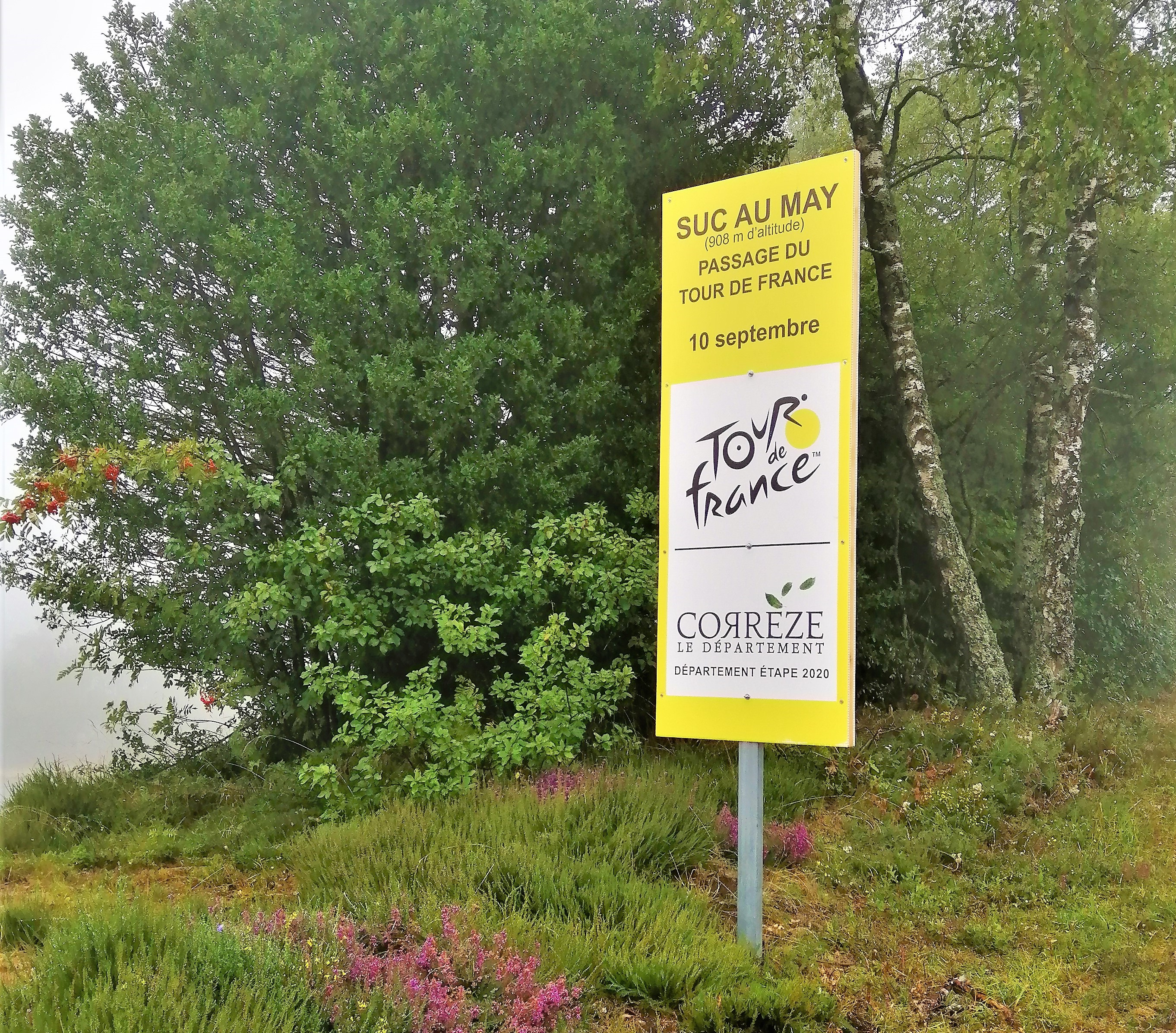
Passage du Tour de France 2020.

La course cycliste du Bol d'or des Monédières, lancée par l'accordéoniste Jean Ségurel, se courait dans le massif et a vu des vainqueurs aussi prestigieux que Jacques Anquetil, Raymond Poulidor, Bernard Hinault, Laurent Fignon, Richard Virenque, Jacky Durand, Laurent Jalabert et Cédric Vasseur.
La 7e étape du Tour de France 1998 voyait la victoire de Jan Ullrich, qui s'emparait dans le même temps du maillot jaune lors d'un contre-la-montre de 58 kilomètres disputé entre Meyrignac-l'Église et Corrèze en passant par Chaumeil. La 12e étape du Tour de France 2020 passe à proximité directe du suc au May après être passée au col des Géants.
Le massif des Monédières et ses nombreuses difficultés sont un terrain idéal pour le Tour du Limousin-Périgord-Nouvelle-Aquitaine qui en a fait depuis longtemps un lieu de passage quasi incontournable lors de l'étape corrézienne.
Parmi les nombreuses montées possibles dans le massif offertes aux cyclistes, trois sont répertoriées comme étant difficiles :
- l'ascension du suc au May depuis Boulou : 9,9 km de montée avec un pourcentage moyen de 3,8 % (passage max à 7,5 %)[14] ;
- l'ascension du suc au May depuis Chaumeil : 3,8 km de montée avec un pourcentage moyen de 7,7 % (passage max à 17,8 %) ;
- le col de Lestards depuis Treignac : 5,1 km de montée avec un pourcentage moyen de 6 % (passage max à 11 %).

### Autres activités sportives

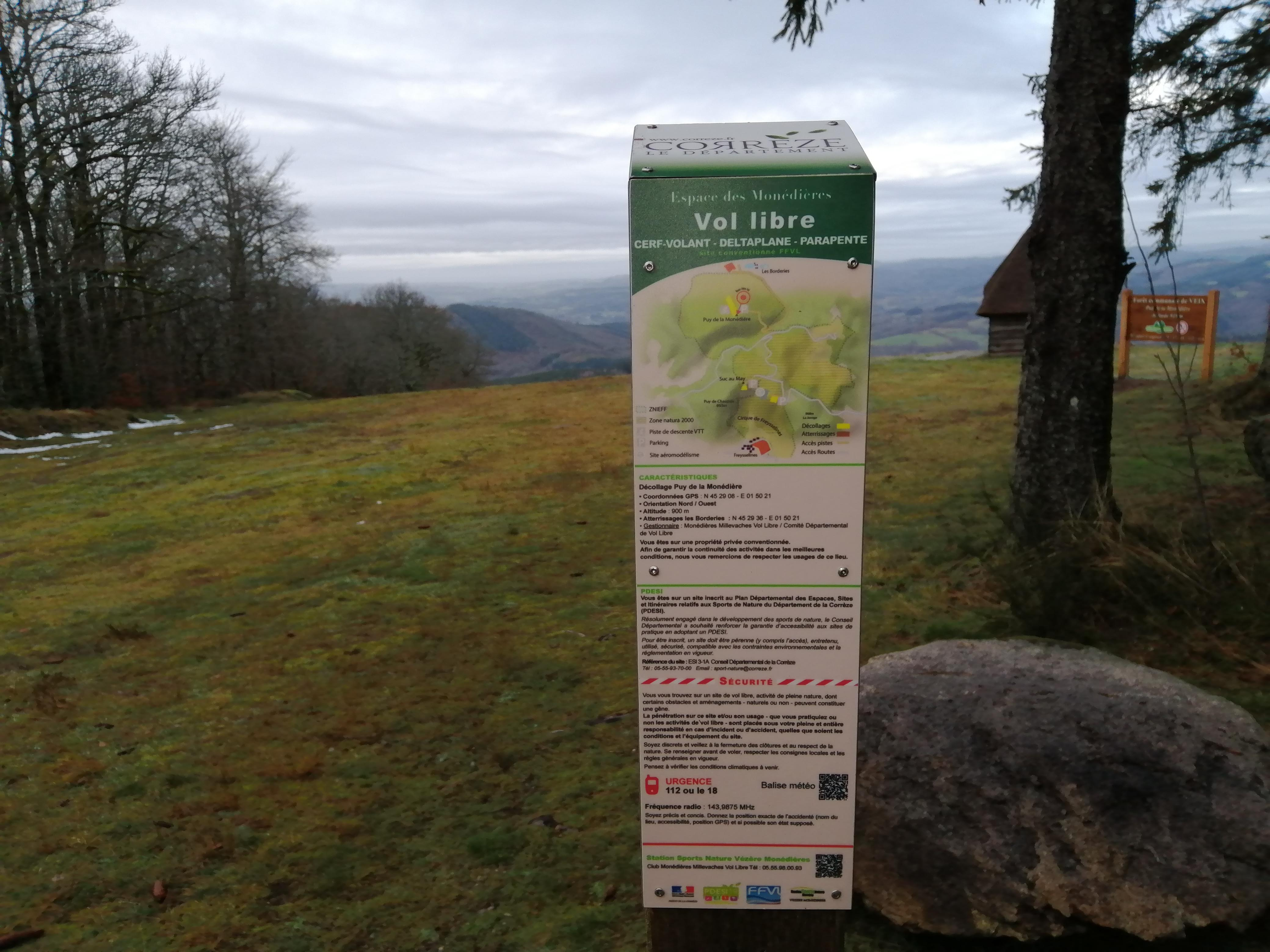
Aire d'envol pour les activités de vol libre, telles que le parapente, située au sommet du puy de la Monédière. Une aire identique est basée au sommet du suc au May. Parallèlement, c'est aussi le point de départ de la piste de descente de VTT.

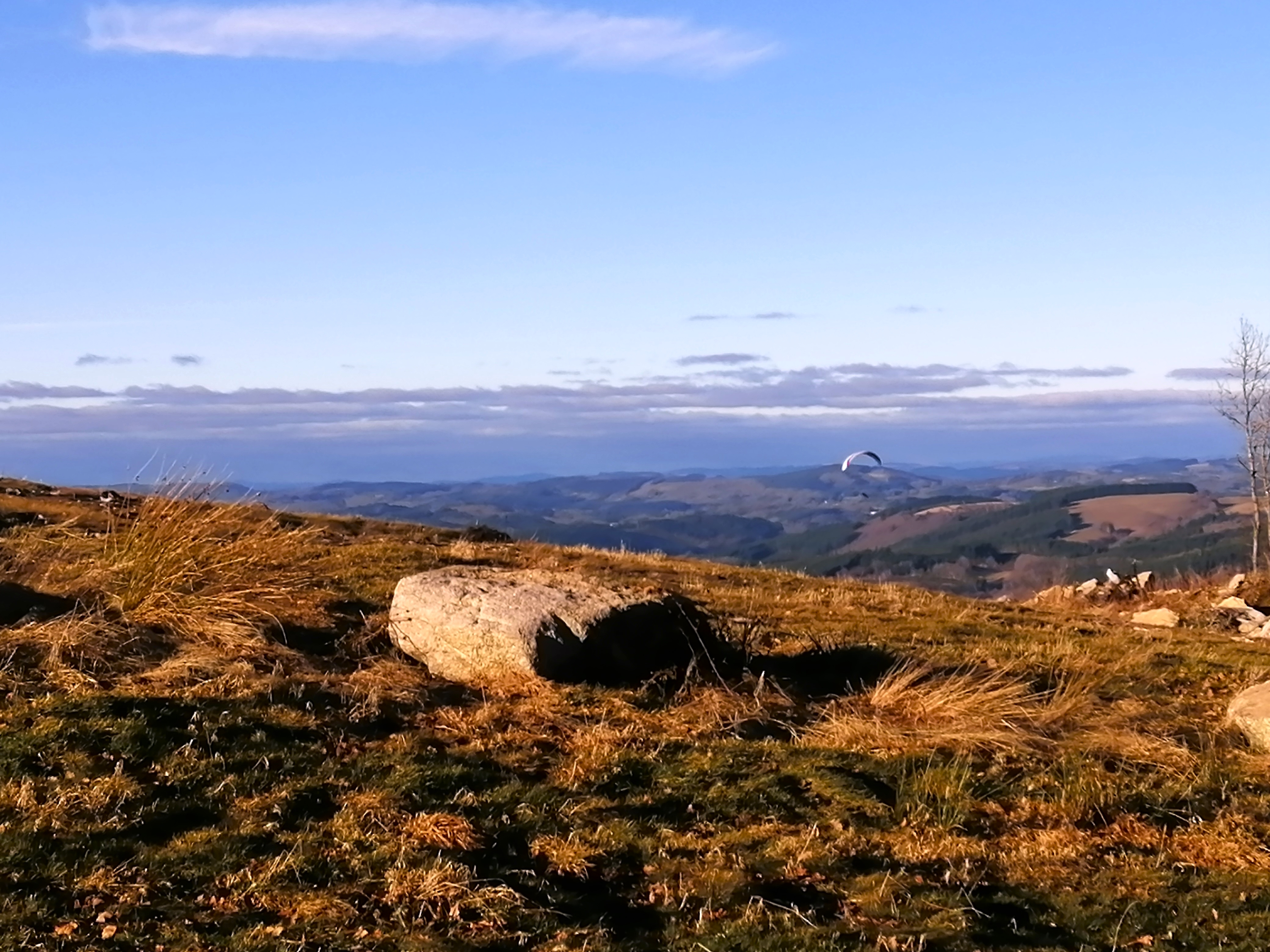
Envol d'un parapente depuis la base située au sommet du puy de la Monédière. Il existe sur le massif des aires de décollage aménagées aux quatre points cardinaux, faisant des Monédières un des rares sites de décollage en France bénéficiant de toutes les orientations.

Le suc au May et le puy de la Monédière abritent plusieurs sites d'envol pour la pratique du parapente, avec des baptêmes possibles, le VTT de descente grâce à une piste aménagée, sans oublier une multitude de randonnées à pied ou à cheval, notamment le GR440, long de 184 kilomètres, qui passe au suc au May et décrit une boucle autour de la montagne Limousine, et le GR46, long de 145 kilomètres, dont le parcours traversant différents puys du massif des Monédières file jusqu'à Rocamadour.
Le canoë-kayak sur la Vézère permet des descentes avec des zones de rapides. La Fédération française de canoë-kayak organise d'ailleurs chaque année une manche du championnat de France descente kayak à Treignac. Des manches de la Coupe du monde descente kayak ont été organisées ici-même en 1958, 2000 et 2019. En 2022 Treignac est désignée cette fois pour organiser des Championnats du monde de kayak.
Les nombreux cours d'eau qui sillonnent le massif de toutes parts permet notamment de pratiquer la pêche à la mouche.
Durant la saison hivernale l'enneigement permet de faire fonctionner la station de ski de fond de Chadebec, située sur la commune de Bonnefond, perchée à plus de 900 mètres d'altitude. La station propose 5 pistes de ski de fond longues de 3 à 18 kilomètres et 4 pistes spécialement aménagées pour les amateurs de raquettes.

### Tourisme
Le suc au May accueille chaque année à lui-seul environ 40 000 visiteurs et on estime le nombre de visiteurs dans l'ensemble du massif des Monédières à environ 50 000.
La Pierre des Druides est une curiosité naturelle culminant à 732 mètres d'altitude sur le territoire d'Affieux. Il s'agit d'un étrange rocher posé en équilibre. En effet, ce gros bloc de granite de forme aplatie est nettement dégagé du vaste rocher qui le supporte. Une forme creusée dans la roche rappelle une silhouette humaine. On prétend qu'au temps des Celtes on sacrifiait des victimes humaines ici-même.
À Lestards, le saut de la Virole est accessible depuis le hameau de Coissac ; un étroit sentier escarpé plonge vers la cascade, là où la Vézère se fraye un chemin entre les blocs de granite.
Au Lonzac, le gour du Sault sur la Madrange est une cascade, aussi appelée cascade de Boissy. Ayant pris sa source à près de 800 mètres d'altitude, au col du Bos, à 6 kilomètres en amont, la rivière Madrange très poissonneuse et riche en truites fario décroit très vite (400 mètres de dénivelé négatif sur 6 kilomètres), jusqu'à former cette chute d'eau. Le gour du Sault tient son nom de l'occitan Gorg qui signifie « trou d'eau » et du vieux français Sault qui signifie « rapide ».
À Treignac, le saut du Loup est un endroit emblématique des Monédières qui permet de s'approprier les particularités du massif. Un chemin longe la Vézère et conduit vers l'un des plus beaux panoramas sur cette petite cité et passe par le lac des Bariousses, labellisé « Pavillon bleu d'Europe », où une base de loisirs permet la pratique de la baignade, la pêche, le canoë-kayak, le paddle...
À Sarran, dans un ensemble de bâtiments architecturaux modernes situé à l'intérieur d'un vaste parc paysager décoré de miroirs d'eau, le musée du Président Jacques Chirac présente une grande collection de cadeaux qui ont été offerts à « l'enfant du pays » durant ses deux mandats présidentiels allant de 1995 à 2007. Une galerie est destinée quant à elle à recevoir différentes expositions temporaires tout au long de l'année.

### Protection environnementale
Le massif abrite une zone classée du Réseau Natura 2000, les Landes des Monédières, représentant environ 40 % de sa superficie.

## Dans les arts et la culture
Le massif des Monédières a été mentionné dans différentes œuvres artistiques. Différents artistes, chanteurs et écrivains citent son nom dans leurs productions dont l'accordéoniste Jean Ségurel à travers différentes chansons, notamment avec Bruyères corréziennes dont les paroles comprennent le passage « quand la bruyère est fleurie au flanc des Monédières », ou encore le groupe Trois Cafés gourmands dans sa chanson À nos souvenirs dont les paroles mentionnent « les yeux de nos grands-mères, la voix de nos grands-pères, l'odeur de cette terre, vue sur les Monédières ». Le romancier Antonin Malroux décrit le massif dans son roman Le Soleil de Monédière.